# Мареваль, Реми
Реми Мареваль (фр. Rémi Maréval; род. 24 февраля 1983, Домон) — мартиникский футболист, игравший на позиции защитника.

## Биография

### Клубная карьера
Реми Мареваль начал свою карьеру в возрасте 14 лет в молодёжной команде «Шантильи» и подписан второлиговой командой «Бове» летом 2001 года. После двух с половиной лет с «Бове», где он сыграл 38 игр и забил один гол, Мареваль был подписан английским «Олдем Атлетик» в январе 2004. После он вернулся во Францию, где подписал контракт с «Газелек Аяччо». После успешного сезона с 37 игр и одним голом за «Аяччо» он присоединился к команде «Тур», где принял участие только в 33 матчах за два сезона. В июле 2007 года Реми снова перешёл, на этот раз в «Нант».
2 февраля 2014 года израильский клуб «Маккаби» (Тель-Авив) объявил о своем подписании Мареваля до конца сезона 2013/14. В настоящее время выступает за венгерский клуб «Видеотон».
Известен, тем что играя ещё за «Нант» забил самый быстрый гол в Лиге 2: на 8-й секунде.

### Карьера в сборной
Дебют за национальную сборную Мартиники состоялся 12 ноября 2014 года в матче Карибского кубка против сборной Ямайки. В настоящее время Реми провёл 3 матча за сборную.
 Выступления за сборную 
| Матчи Мареваля за сборную Мартиники | Матчи Мареваля за сборную Мартиники | Матчи Мареваля за сборную Мартиники | Матчи Мареваля за сборную Мартиники | Матчи Мареваля за сборную Мартиники | Матчи Мареваля за сборную Мартиники | Матчи Мареваля за сборную Мартиники |
| ----------------------------------- | ----------------------------------- | ----------------------------------- | ----------------------------------- | ----------------------------------- | ----------------------------------- | ----------------------------------- |
| №                                   | Дата                                | Оппонент                            | Счёт                                | Голы                                | Соревнование                        |                                     |
| 1                                   | 12 ноября 2014                      | Ямайка                              | 1:1                                 | —                                   | Карибский кубок 2014                |                                     |
| 2                                   | 14 ноября 2014                      | Гаити                               | 0:3                                 | —                                   | Карибский кубок 2014                |                                     |
| 3                                   | 16 ноября 2014                      | Антигуа и Барбуда                   | 2:0                                 | —                                   | Карибский кубок 2014                |                                     |

Итого: 3 игр / 0 голов; 1 победа, 1 ничья, 1 поражение.

## Достижения
«Нант»
- Вице-чемпион Лиге 2: 2007/08

«Маккаби»
- Чемпион Израиля: 2013/14

«Видеотон»
- Чемпион Венгрии: 2014/15